# Verbundstoff
Verbundstoffe als Verpackungsmaterial sind Materialien aus mindestens zwei verschiedenen Werkstoffen, die vollflächig miteinander verbunden sind und sich nicht ohne Weiteres von Hand trennen lassen. Sie sind eine Untergruppe der Schichtverbundwerkstoffe und damit der Verbundwerkstoffe. Daraus hergestellte Verpackungen werden Verbundstoffverpackungen oder auch Verbundverpackungen genannt.
Eine typische Verbundverpackung ist der Getränkekarton. Er besteht aus Karton sowie dem Kunststoff Polyethylen und kann für länger haltbare Produkte wie Säfte zusätzlich eine Schicht Aluminium enthalten. Weitere gängige Verpackungen aus Verbundstoffen sind Butterwickler (Aluminium/Papier), kunststoffbeschichtete Kartons für Tiefkühlkost oder Beutel für Instantsuppen (Aluminium/Kunststoff). 
In Deutschland sammelt das Duale System mit dem „Grünen Punkt“ lizenzierte Verbundstoffverpackungen („Gelber Sack“).